# Gabtali
Gabtali (en bengali : গাবতলী) est une upazila du Bangladesh dans le district de Bogra. En 2011, elle dénombrait 319 588 habitants.